# Chiesa di Santa María (Blanes)
La chiesa di Santa María (in spagnolo Iglesia de Santa María, in catalano, Església de Santa Maria) è una chiesa parrocchiale gotica costruita tra il 1350 e il 1410 e che si trova nel comune di Blanes.

## Storia
La chiesa è costruita accanto al palazzo dei visconti di Cabrera, che furono i principali mecenati della costruzione e che, in virtù del loro supporto, ebbero il privilegio di essere sepolti all'interno della chiesa.
Il 22 luglio del 1936, nel contesto della guerra civile, la chiesa venne incendiata e bruciò tutto il giorno finché la struttura non cedette, distruggendo tutto l'interno compresi due pulpiti, opera di Antoni Gaudí. Le parti che si salvarono furono la facciata, il campanile e la sacrestia e solo l'azione decisa del sindaco e di alcuni cittadini dell'epoca impedì che, dopo l'incendio, la chiesa venisse demolita.
Alla fine della guerra civile, cominciarono i lavori di restauro diretti da Francesc Folguera e Lluís Bonet, che durarono  conclusero nel dicembre del 1949.